# Puerto Vallarta Open 2024 - Doppio
Il doppio femminile del torneo di tennis professionistico Puerto Vallarta Open 2024, facente parte della categoria WTA 125 nell'ambito del WTA 125 2024, si gioca dal 19 al 25 febbraio 2024 a Puerto Vallarta, in Messico. É la prima edizione del torneo.
In finale Iryna Šymanovič e Renata Zarazúa hanno sconfitto Angelica Moratelli e Camilla Rosatello con il punteggio di 6-2, 7-6(1).

## Teste di serie
1. Irina Chromačëva /  Jana Sizikova (quarti di finale)

1. Miriam Kolodziejová /  Katarzyna Piter (quarti di finale)

## Tabellone

### Legenda
| - Q = Qualificato - WC = Wild card - LL = Lucky loser | - ALT = Alternate - SE = Special Exempt - PR = Protected Ranking | - w/o = Walkover - r = Ritirato - d = Squalificato |

|  | Quarti di finale | Quarti di finale             | Quarti di finale             | Quarti di finale | Quarti di finale |  |  | Semifinali | Semifinali               | Semifinali               | Semifinali                           | Semifinali                           |   |    | Finale | Finale                         | Finale                         | Finale | Finale |  |
|  |                  |                              |                              |                  |                  |  |  |            |                          |                          |                                      |                                      |   |    |        |                                |                                |        |        |  |
|  | 1                | I Chromačëva J Sizikova      | I Chromačëva J Sizikova      | 4                | 4                |  |  |            |                          |                          |                                      |                                      |   |    |        |                                |                                |        |        |  |
|  |                  | I Šymanovič R Zarazúa        | I Šymanovič R Zarazúa        | 6                | 6                |  |  |            | I Šymanovič R Zarazúa    | 6                        | 3                                    | [10]                                 |   |    |        |                                |                                |        |        |  |
|  |                  | E Lechemia A Sisková         | E Lechemia A Sisková         | 6                | 6                |  |  |            | E Lechemia A Sisková     | 2                        | 6                                    | [6]                                  |   |    |        |                                |                                |        |        |  |
|  |                  | F Contreras MF Navarro Oliva | F Contreras MF Navarro Oliva | 2                | 3                |  |  |            |                          |                          |                                      |                                      |   |    |        | Iryna Šymanovič Renata Zarazúa | Iryna Šymanovič Renata Zarazúa | 6      | 7      |  |
|  |                  | Y Wickmayer K Zimmermann     | Y Wickmayer K Zimmermann     | 6                | 7                |  |  |            |                          |                          | Angelica Moratelli Camilla Rosatello | Angelica Moratelli Camilla Rosatello | 2 | 61 |        |                                |                                |        |        |  |
|  |                  | M Lumsden S Santamaria       | M Lumsden S Santamaria       | 4                | 5                |  |  |            | Y Wickmayer K Zimmermann | Y Wickmayer K Zimmermann | 5                                    | 6                                    |   |    |        |                                |                                |        |        |  |
|  |                  | A Moratelli C Rosatello      | A Moratelli C Rosatello      | 6                | 6                |  |  |            | A Moratelli C Rosatello  | A Moratelli C Rosatello  | 7                                    | 7                                    |   |    |        |                                |                                |        |        |  |
|  | 2                | M Kolodziejová K Piter       | M Kolodziejová K Piter       | 3                | 3                |  |  |            |                          |                          |                                      |                                      |   |    |        |                                |                                |        |        |  |